# Song of the Fishermen
Song of the Fishermen (漁光曲T, 渔光曲S, Yú guāng qǔP) è un film del 1934 diretto da Cai Chusheng.
Il film, prodotto dalla Lianhua Film Company, come molti altri in questo periodo, racconta le difficoltà della classe povera, in questo caso una famiglia di pescatori costretti a mendicare per strada per sopravvivere.
Fu un film di successo, venne proiettato per 84 giorni di fila a Shanghai. Fu il primo film cinese a vincere un premio internazionale al Festival del cinema di Mosca, nel 1935.
Nel 1941 è stato realizzato un remake dal titolo Xin yu guang qu.